# (100776) 1998 FY46
(100776) 1998 FY46 es un asteroide perteneciente al cinturón de asteroides descubierto el 20 de marzo de 1998 por el equipo del Lincoln Near-Earth Asteroid Research desde el Laboratorio Lincoln, Socorro, Nuevo México, Estados Unidos.

## Designación y nombre
Designado provisionalmente como 1998 FY46.

## Características orbitales
1998 FY46 está situado a una distancia media del Sol de 2,392 ua, pudiendo alejarse hasta 2,597 ua y acercarse hasta 2,188 ua. Su excentricidad es 0,085 y la inclinación orbital 3,621 grados. Emplea 1351,82 días en completar una órbita alrededor del Sol.

## Características físicas
La magnitud absoluta de 1998 FY46 es 16,2. 